# Sayago (quartier)

Sayago est un quartier (barrio) de Montevideo en Uruguay. C'est un quartier ferroviaire qui fait la jonction entre les chemins de fer qui vont vers la côte nord et ouest de l'Uruguay et ceux qui vont vers l'est et le nord-est. Le quartier abrite de nombreux entrepôts utilisés par l'Administración de Ferrocarriles del Estado pour stocker des matériaux de réparations des voies ferrés.

## Emplacement
Les limites de Sayago sont floues, les habitants parlent parfois d'un Sayago Oeste ou Norte pour évoquer certaines rues qu'ils considèrent comme faisant partie non-officiellement du quartier. Il se situe à dix kilomètres au nord du centre de Montevideo. Il est bordé par les quartiers de Penarol, Concialition, Nuevo Paris, Belvedere & Duranas.

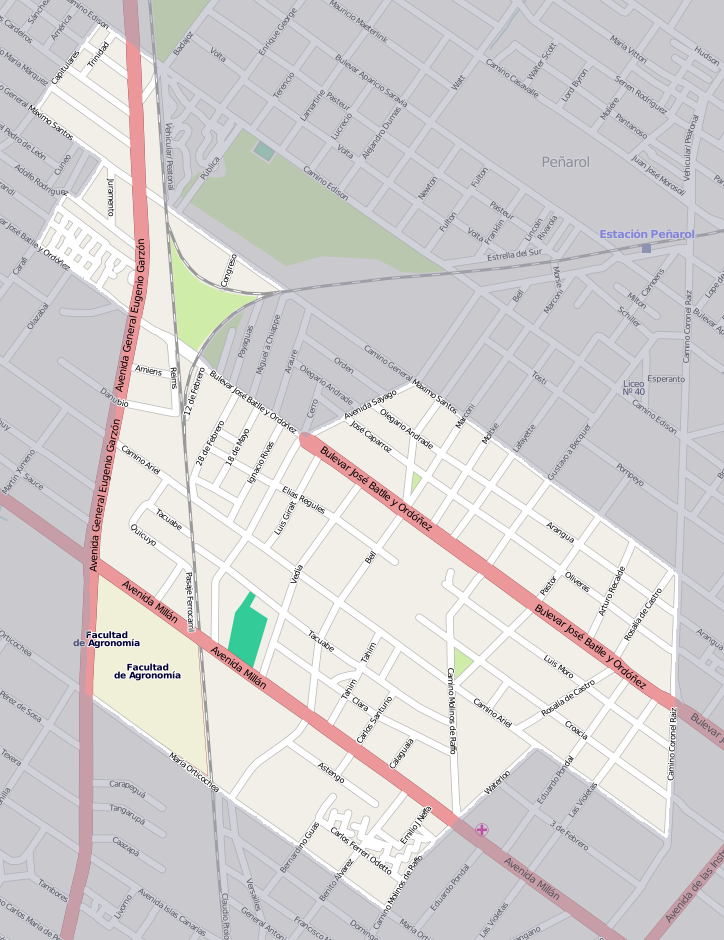
Limites de Sayago d'après l'Institut National des Statistiques

## Histoire
Sayago a été fondée en 1873, sur les terres de Francisco Sayago, à l'initiative de Luis Girard. Depuis le 1er janvier 1869, le chemin de fer passait déjà par cet endroit.
Au XIXe siècle, le principal personnage a habiter le quartier était le général Máximo Santos, à l'emplacement actuel du Musée de la Mémoire et du Cottolengo Don Orione, où il possédait des esclaves dans un lieu surnommé "La Jaula de los Leones", dans lequel une légende urbaine raconte que les esclaves ayant des problèmes de comportement étaient punis en les servant comme nourriture aux lions.
Au début du XXe siècle, la zone à servi de lieu de villégiature pour les Montevidiens qui souhaitaient profiter de l'air de la campagne, comme Delmira Agustini, qui possédait une maison d'été (à l'intersection actuelle de l'Avenue du Général Eugenio Garzón et du Camino Ariel), qui n'existe plus, ne laissant que les vestiges d'une ancienne fontaine de jardin contemporaine. Un autre écrivain célèbre qui a vécu à Sayago était Elías Regules (à l'intersection actuelle des rues Blvar, José Batlle y Ordóñez et de l'avenue Sayago). Sa maison a été démolie au début de 2010 pour faciliter l'expansion du boulevard José Batlle y Ordóñez. Les maisons d'été des Montevidiens de l'époque étaient accompagnées de maisons d'étrangers comme celles des anglais responsables des chemins de fer, en bordure des voies ; il y a également un ancien quartier allemand, qui se trouve dans les environs de l'actuelle rue Quicuyo, derrière le siège du Club Social y Deportivo Sayago.
À la fin du XXe siècle, Sayago a commencé à héberger des travailleurs. La fondation d'usines, d'écoles, et de la Faculté d'agronomie à fait exploser la population du quartier. Bien que beaucoup d'usines aient depuis fermé, mettant fin à l'industrie, cela n'a pas affecté la croissance démographique existante, qui continue à croître jusqu'à ce jour, en s'installant sur les anciennes zones agricoles.

## Industrie
L'industrie a marqué et a été le moteur de la croissance du quartier, les usines actuelles de "Dolmenit", Portland, AGA et autres, aujourd'hui disparues, comme Vidrios, étant la source de revenus des foyers ouvriers. L'usine de montage et de production de pièces détachées de la General Motors Company était située à Sayago, où étaient assemblés des véhicules tels que le Chevrolet D20, un véhicule utilitaire 4x4 très répandu en Uruguay. L'usine a fermé et, des années plus tard, est devenue l'usine principale de Motociclo.

## Culture
Le quartier abrite le musée de la mémoire et le musée anthropologique. La faculté d'agronomie, le siège de l'Administración de Ferrocarriles del Estado et celui du ministère de l'agriculture et de la pêche sont aussi situés dans le quartier. Sayago dispose de nombreux services, l'enseignement couvre les trois niveaux (primaire, secondaire, universitaire) ; il possède un sanatorium, un hôpital, des cliniques ; des banques, des bureaux de l'État tels que le MGAP, une annexe du ministère du Travail, des supermarchés, des stations de radio, etc.
Le quartier est le siège de nombreux clubs de sport, se concentrant surtout sur le basketball et le football. Le plus connu d'entre eux est le Racing Club de Montevideo, mais on peut également citer le Estrella del Norte et le Brandi.